# Dishonored 2
Dishonored 2 és un videojoc d'acció i sigil desenvolupat per Arkane Studios i distribuït per Bethesda Softworks. És la seqüela de Dishonored, i es va publicar per a Microsoft Windows, PlayStation 4 i Xbox One l'11 de novembre del 2016.

## Jugabilitat
Dishonored 2 és un joc d'acció-aventura i sigil en primera persona. El jugador pot iniciar la campanya amb Emily Kaldwin o Corvo Attano (protagonista de Dishonored) els quals podran expressar-se al llarg del joc. Tots dos personatges tenen habilitats i estils de joc molt diferents. El sigil torna a ser una mecànica essencial en el títol i el jugador pot optar per ser sigilós o letal en cada missió però això portarà conseqüències futures a la trama.
Com a extra, es pot decidir si es vol jugar amb habilitats especials o sense elles per augmentar encara més la dificultat del joc seleccionada.

## Argument
Dishonored 2 s'ambienta 15 anys després de la plaga que va assolar la ciutat de Dunwall. Els protagonistes principals són Corvo Attano, exguardaespatlles i Emily Kaldwin, la filla de l'emperadriu de Dunwall. La localització del joc serà a Karnaca, una ciutat fictícia infestada per una nova plaga transmesa per uns insectes voladors.

## Personatges
- Corvo Attano. Un assassí emmascarat i ex-guardaespatlles de l'Emperadriu Kaldwin. És el coprotagonista de la història.
- Emily Kaldwin. És la filla de l'Emperadriu Kaldwin. És la coprotagonista de la història.

## Desenvolupament
Al juliol de 2015, Bethesda va confirmar el desenvolupament de Dishonored 2 per a consoles de nova generació, presentant un tráiler oficial del títol durant l'E3. El joc està desenvolupat novament per Arkane Studios. La seva data de llançament va ser confirmada per a l'11 de novembre de 2016.
A diferència de Dishonored que portava el motor gràfic Unreal Engine 3, Disohonored 2 està creat amb una versió modificada del motor ID Tech 5.